# Schlossbrauerei Fuchsberg
Die Schlossbrauerei Fuchsberg ist eine Bierbrauerei im oberpfälzischen Fuchsberg, einem Ortsteil von Teunz. 2008 hatte sie eine Jahresproduktion von 18.000 hl.

## Geschichte
Die Chronik von Schloss Fuchsberg geht bis ins 14. Jahrhundert zurück. Vermutlich gab es bereits im Mittelalter Brautätigkeiten im Schloss. Erstmals nachgewiesen ist die Schlossbrauerei Fuchsberg im Jahr 1663.
1870 erwarb die Familie Vogl die Schlossbrauerei und vererbte sie jeweils weiter. Die Brauerei befindet sich weiterhin im Familienbesitz.

## Brauverfahren
Gebraut wird in offenen Gärbehältern mit CO2-Absaugung. Verwendet wird Wildensteiner Felsquellwasser.

## Auszeichnungen
2012 wurde die im Betrieb ausgebildete Brauerin zur Bundessiegerin im Brauhandwerk gekürt.

## Produkte
Die Produktpalette umfasst die Biersorten Urhell, Pilsner Premium, Pils, Leichte Weisse, Weisse, Radler und St. Jakobus. Abgefüllt wird in Kronkorkenflaschen.
Erwähnenswert sind die folgenden, in Barrique Eichenfässern gereiften Starkbiere: 1663 Eik, 1663 Keltik, 1663 Matador, 1663 Tanasi und 1663 Sherish.

## Sonstiges
Die Brauerei ist Mitglied im Brauring, einer Kooperationsgesellschaft privater Brauereien aus Deutschland, Österreich und der Schweiz.